# Права ЛГБТ в Словакии
Одним из актуальных вопросов политической картины Словакии является соблюдение прав людей, принадлежащих к ЛГБТ-сообществу. Преимущественно римско-католическая Словакия, в отличие от своего соседа, Чехии, более консервативна в вопросах, связанных с правами ЛГБТ.

## Правовое положение
Однополые сексуальные контакты были легализованы в 1962. Возраст согласия был уравнен с возрастом при гетеросексуальных контактах (15 лет) в 1990 году.
В феврале 2015 года в Словакии состоялся референдум, на котором граждане должны были ответить на три вопроса: 1) является ли браком только союз между мужчиной и женщиной; 2) следует ли запретить однополым парам брать детей на воспитание и 3) могут ли родители запрещать детям пропускать школьные занятия, посвященные сексуальному просвещению. Однако, согласно официальным данным избиркома, в референдуме приняли участие лишь 21,4 % граждан, имеющих право голоса, большинство из которых ответили положительно на все три вопроса. Тем не менее, референдум был признан несостоявшимся, так как для придания референдуму юридической силы требовалась участия в нём не менее 50 % избирателей.
В настоящее время в Словакии разрешена юридическая смена гендера, для чего требуется стерилизация.

## Сводная таблица
| Легальность однополых контактов                                                      | (с 1962)                                      |
| Равный возраст сексуального согласия                                                 | (с 1990)                                      |
| Антидискриминационные законы в сфере занятости                                       | (с 2004)                                      |
| Антидискриминационные законы в других областях (дискриминация, разжигание ненависти) | Yes                                           |
| Однополые браки                                                                      | (конституционно запрещены с 2014)             |
| Признание однополых союзов                                                           | No                                            |
| Усыновление детей                                                                    | No                                            |
| Совместное усыновление однополым парам                                               | No                                            |
| Служба в армии                                                                       | Yes                                           |
| Право на смену гендера                                                               | Разрешена смена пола. Требуется стерилизация. |
| Доступ к экстракорпоральному оплодотворению для лесбиянок                            | No                                            |
| Коммерческое суррогатное материнство для гомосексуальных мужчин                      | No                                            |